# Bufonia (växtsläkte)
Bufonia är ett släkte av nejlikväxter. Bufonia ingår i familjen nejlikväxter.

## Dottertaxa tillBufonia, i alfabetisk ordning[1]
- Bufonia anatolica
- Bufonia calderae
- Bufonia calyculata
- Bufonia capitata
- Bufonia capsularis
- Bufonia chevallieri
- Bufonia duvaljouvei
- Bufonia enervis
- Bufonia ephedrina
- Bufonia hebecalyx
- Bufonia koelzii
- Bufonia kotschyana
- Bufonia leptoclada
- Bufonia macrocarpa
- Bufonia macropetala
- Bufonia micrantha
- Bufonia multiceps
- Bufonia murbeckii
- Bufonia oliveriana
- Bufonia pabotii
- Bufonia paniculata
- Bufonia parviflora
- Bufonia perennis
- Bufonia ramonensis
- Bufonia sintenisii
- Bufonia stapfii
- Bufonia stricta
- Bufonia takhtajanii
- Bufonia tenuifolia
- Bufonia virgata
- Bufonia yildirimhanii